# Richelle Mead
Pour les articles homonymes, voir Mead.
Œuvres principales
- Série Vampire Academy
- Série Georgina Kincaid
- Série Cygne noir
- Série L'Ère des miracles

Richelle Mead, née le 12 novembre 1976 dans l'État du Michigan, est une écrivaine américaine. Elle est surtout connue pour sa série Vampire Academy.

## Biographie
Elle est originaire du Michigan, mais elle vit aujourd'hui à Seattle, où elle travaille sur ses trois séries à temps plein.
Avant de devenir écrivaine, elle a obtenu un diplôme en arts libéraux de l'université du Michigan, d'une maîtrise d'histoire des religions de l'université de l'Ouest du Michigan et une maîtrise en enseignement (Middle & High School anglais) de l'université de Washington. C'est d'ailleurs lors d'une classe universitaire en folklore slave qu'elle découvre l'existence des moroï, strigoï et dhampirs, trois créatures qui serviront de matière première à sa série Vampire Academy.

## Œuvres
Il y aurait (aux États-Unis) environ 1,5 million de copies de Vampire Academy en cours d'impression.

### SérieGeorgina Kincaid
1. Succubus Blues, Bragelonne, 2009 ((en) Succubus Blues, 2007)
2. Succubus Night, Bragelonne, 2009 ((en) Succubus on Top, 2008)
3. Succubus Dreams, Bragelonne, 2009 ((en) Succubus Dreams, 2008)
4. Succubus Heat, Bragelonne, 2010 ((en) Succubus Heat, 2009)
5. Succubus Shadows, Bragelonne, 2011 ((en) Succubus Shadows, 2010)
6. Succubus Revealed, Bragelonne, 2012 ((en) Succubus Revealed, 2011)

### SérieCygne noir
1. Fille de l'orage, Milady, 2010 ((en) Storm Born, 2008)
2. Reine des ronces, Milady, 2010 ((en) Thorn Queen, 2009)
3. Le Sacre de fer, Milady, 2011 ((en) Iron Crowned, 2011)
4. L'Héritier de l'ombre, Milady, 2012 ((en) Shadow Heir, 2012)

### SérieVampire Academy
1. Sœurs de sang, Castelmore, 2010 ((en) Vampire Academy, Razorbill, 2007)
2. Morsure de glace, Castelmore, 2010 ((en) Frostbite, Razorbill, 2008)
3. Baiser de l'ombre, Castelmore, 2011 ((en) Shadow Kiss, Razorbill, 2008)
4. Promesse de sang, Castelmore, 2011 ((en) Blood Promise, Razorbill, 2009)
5. Lien de l'esprit, Castelmore, 2011 ((en) Spirit Bound, Razorbill, 2010)
6. Sacrifice ultime, Castelmore, 2012 ((en) Last Sacrifice, Razorbill, 2010)

### SérieBloodlines(spin-off deVampire Academy)
1. Bloodlines, Castelmore, 2012 ((en) Bloodlines, 2011)Réédité en 2014 par le même éditeur sous le titre Noire Alchimie
2. (en) The Golden Lily, 2012
3. (en) The Indigo Spell, 2013
4. (en) The Fiery Heart, 2013
5. (en) Silver Shadows, 2014
6. (en) The Ruby Circle, 2015

### SérieL’Ère des miracles
1. L'Échiquier des dieux, Bragelonne, 2014 ((en) Gameboard of the Gods, New American Library, 2013)
2. La Couronne de l'élue, Bragelonne, 2015 ((en) The Immortal Crown, New American Library, 2014)
3. (en) The Eye of AndromedaAnnoncé mais jamais publié

### SérieGlittering Court
1. (en) The Glittering Court, 2016
2. (en) Midnight Jewel, 2017
3. (en) The Emerald Sea, 2018

### Romans et nouvelles indépendantes
- Un soleil interdit, Hachette, 2011 ((en) Sunshine, 2010)Nouvelle publiée dans l'anthologie Lilith
- (en) Soundless, Razorbill, 2015
- (en) Doctor Who: Something Borrowed, 2013